# Kanzelrecht
Kanzelrecht bezeichnet das Recht zur Predigt im Bereich einer Pfarrstelle. In der Evangelischen Kirche in Deutschland haben Pfarrer im Bereich der ihnen übertragenen Pfarrstelle das ausschließliche Recht auf die Inanspruchnahme der zur Pfarrstelle gehörenden Kanzel bei der Ausübung der öffentlichen Wortverkündigung.  Das Kanzelrecht ist Teil des Parochialrechts.